# 茉莉·布魯
茉莉·布魯（1978年4月21日—）是一名美國創業家、演講家和作家，她寫過2014年回憶錄《決勝女王：世上高賭注的地下撲克遊戲最獨家的內幕，一個26歲女人的真實故事》（Molly's Game: The True Story of the 26-Year-Old Woman Behind the Most Exclusive, High-Stakes Underground Poker Game in the World!）。她曾訓練多年成為奧林匹克滑雪選手，但在嘗試獲得奧運會資格時受傷。
2013年4月，她被指控經營一場高額籌碼撲克牌局，該賭局發生在洛杉磯的The Viper Room夜總會，吸引了有錢人、體育名人和荷里活明星。2014年5月，她因認罪而減低指控，被判處緩刑一年，罰款20萬美元和進行200個小時的社會服務。
她的書籍被改編成電影《決勝女王》，主演是謝茜嘉·謝西婷，由阿倫·索金執導，於2017年12月上映。

## 早年
布魯於1978年4月21日出生，在科羅拉多州的拉夫蘭長大。她的父親Larry Bloom是一名臨床心理學家，也是科羅拉多州立大學的教授。她的母親Char是一位滑雪教練和職業飛蠅釣手。布魯的父親是猶太人，母親是基督徒。她的弟弟是麻省總醫院的外科醫生Jordan Bloom，以及美國奧林匹克滑雪選手兼職業費城老鷹隊美式足球員傑瑞米·布魯。她曾經是一名好勝的滑雪選手，曾一度在北美杯比賽中排名第三；她後來在嘗試參加奧運會時受傷。她入讀過科羅拉多大學波德分校，並以優異的成績獲得了政治學文學士。

## 撲克牌局
2004年，布魯移居洛杉磯，找到了酒吧女服務員的工作。2004年，演員杜比·麥奎爾向The Viper Room夜總會的老闆之一Darin Feinstein接洽，建議在夜總會的地下室舉辦一場高額賭注的撲克牌局。Feinstein招募了布魯，為玩家們提供飲食並經營牌局。2007年，布魯創辦了自己的生意，註冊了舉辦撲克比賽的茉莉布魯公司（Molly Bloom Inc.）。到2008年，這些牌局已經發展到私人住宅和酒店，例如比華利山半島酒店，掌握高達400萬美元。除了麥奎爾外，許多有錢人、明星和體育名人也經常光顧牌局，包括里安納度·狄卡比奧、亞歷克·戈爾斯、麥考利·克金、麥·迪文、賓·艾佛力、艾力士·羅德里奎茲、尼力、瑪麗-凱特·奧爾森、阿什莉·奧爾森、菲爾·艾菲、瑞克·索羅門和安德魯·比爾。2008年經濟衰退的來臨使地下撲克牌局變得不那麼常見，而在2009年，布魯搬到曼克頓林肯中心附近的上西城高樓。她在Astor Place的一間私人公寓和廣場飯店的套房中開始組織牌局，使用了賭場內所使用的相同精密交易設備，並且從一間名叫1 Oak的高檔夜總會裡僱用女士們擔任職員。但是，布魯在紐約只有很少的聯繫，對地下牌局的抄查促使他們搬遷到長島。結果，布魯吸引了華爾街的富商，也吸引了很多聲譽不佳的賭徒，他們的叫牌遠低於洛杉磯的賭徒。2010年6月，布魯因未能在她的紐約活動中交付適當的稅款而要交出116,133美元的稅收留置權。

## 被捕和判決
2011年，布魯其中一個在洛杉磯的牌局被關閉，部分原因是要調查其中一名玩家Bradley Ruderman所運營的龐氏騙局。布魯曾經在牌局中從Ruderman那裡收取金錢，被指控從Ruderman的銀行接受473,000美元以解決他的債務，並被破產受託人起訴，要求賠償473,200美元，但她否認自己參與有組織的非法賭博。銀行記錄顯示，在2007年和2008年有19次轉賬給布魯，金額高達57,500美元。
2013年4月16日，布魯與其他33人因涉嫌1億美元洗黑錢和非法體育賭博活動而被捕和指控。紐約南區美國檢察官普列特·巴拉拉指控12人進行詐騙。其他人則被指控洗黑錢、勒索、欺詐以及在紐約市經營非法撲克室。當時34歲的布魯面臨最高刑期為10年監禁、6年受監督釋放、罰款150萬美元或罰款從犯罪所得的兩倍金額或罰款從受害者所損失的兩倍金額，以及200美元的特別款項。
2014年5月，布魯認罪而減低了指控，被判處緩刑一年、罰款1,000美元和進行200個小時的社會服務。在宣判時，布魯的律師吉姆·瓦爾登告訴法庭，布魯欠下了沉重的債務，其中包括喪失125,000美元的撲克收益作為抗辯的一部份。他說，布魯曾在洛杉磯的一間房地產公司被她的老闆「下令要幹賭博生意」，然後於2009年在紐約創立了自己的非法撲克牌局。

## 書籍與電影
布魯寫過回憶錄《決勝女王：世上高賭注的地下撲克遊戲最獨家的內幕，一個26歲女人的真實故事》（Molly's Game: The True Story of the 26-Year-Old Woman Behind the Most Exclusive, High-Stakes Underground Poker Game in the World!），於2014年出版。
該書籍被改編成電影《決勝女王》，由阿倫·索金執導和編劇，於2017年9月8日在多倫多國際電影節首映。謝茜嘉·謝西婷飾演茉莉·布魯。電影被提名2018年奧斯卡金像獎最佳改編劇本獎。

## 外部連結
- 茉莉·布魯在互联网电影资料库（IMDb）上的資料（英文）
- Molly Bloom poker interview (video) （页面存档备份，存于）